# Schwedische Eishockeymeisterschaft 1931
Die Saison 1931 war die zehnte Austragung der schwedischen Eishockeymeisterschaft. Meister wurde zum insgesamt zweiten Mal in der Vereinsgeschichte der Södertälje SK.

## Meisterschaft

### Qualifikationsrunde
- Nacka SK – UoIF Matteuspojkarna 1:1/3:0
- Hammarby IF – Tranebergs IF 7:0
- Liljanshofs IF – IFK Stockholm 3:1

### Viertelfinale
- Djurgårdens IF – Nacka SK 2:1
- Hammarby IF – Liljanshofs IF 4:0
- AIK Solna – Karlbergs BK 3:0
- Södertälje SK – IK Göta 5:0

### Halbfinale
- Djurgårdens IF – Hammarby IF 1:2
- AIK Solna – Södertälje SK 0:1

### Finale
- Hammarby IF – Södertälje SK 0:2